# مارک وودفورد
مارک وودفورد (انگلیسی: Mark Woodforde؛ زاده ۲۳ سپتامبر ۱۹۶۵) تنیس‌باز بازنشسته‌ی اهل استرالیا است.